# Johann Heinrich Büttner (Bibliothekar)
Johann Heinrich Büttner (auch: Johannes Heinrich Büttner, Johannes Henrich Büttner, Johannes Henricus Büttnerus, Joannes Henricus Büttner, Johann Henrich Büttner, abgekürzt J. H. B. und Johan Henrich Büttner; * 9. Juli 1666 in Greiz; † 30. April 1745 oder 1746 in Lüneburg) war ein deutscher Kantor, Historiker, Bibliothekar, Genealoge und Ratssekretär. Die gesamte Bibliothek des großen Lüneburger Sammlers oder Teile davon gingen in die Vorgängerinstitution der Königlichen Bibliothek in Hannover über. Zwei Briefe Büttners an Leibniz bilden heute einen Teil des Weltdokumentenerbes.

## Leben

### Familie
Johann Heinrich Büttner war ein Schwager des vielfach mit Leibniz korrespondierenden Christoph Chappuzeau, des Geheimsekretärs des letzten in Celle residierenden Landesherrn, Georg Wilhelm, Herzog von Braunschweig-Lüneburg. Samuel Chappuzeau war sein Schwiegervater.

### Werdegang

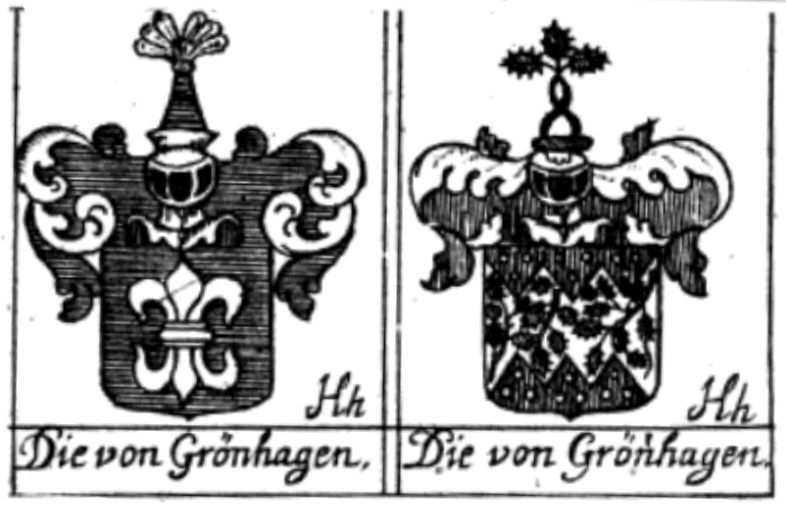
Wappen des Patrizier-Geschlechtes Groenhagen;
Illustration in der Genealogiae oder Stamm- und Geschlecht-Register ..., 1704

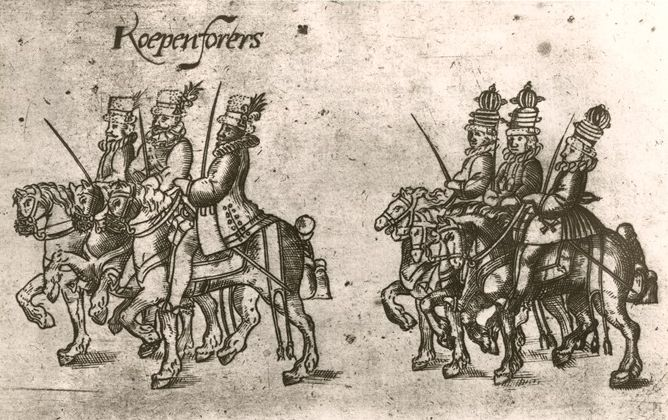
Kopeführer

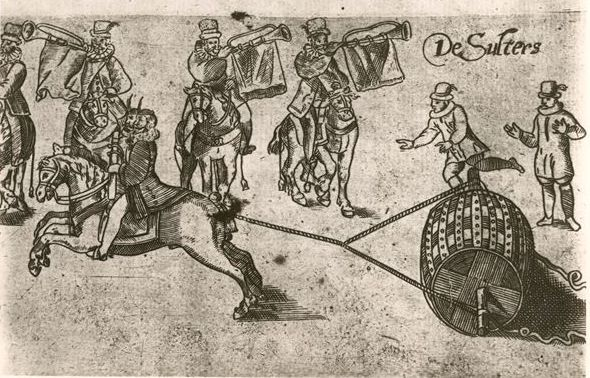
Sülfmeister mit Kopefass

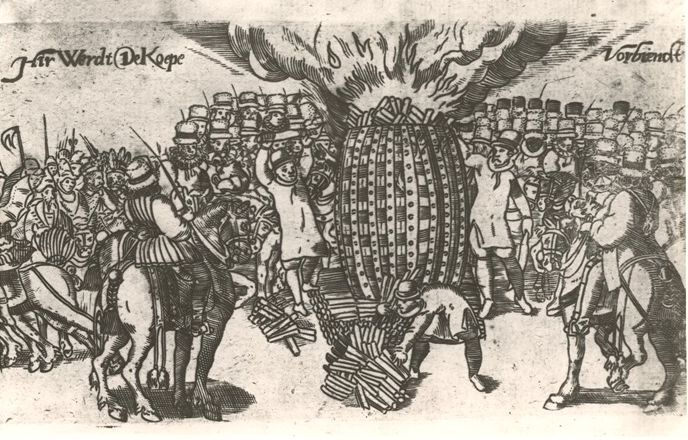
Verbrennung des Kopefasses

Johann Heinrich Büttner war Schüler auf dem Johanneum zu Lüneburg und wurde durch den Bürgermeister Brand Ludolf von Stoetteroggen gefördert. Später studierte Büttner an der Universität Leipzig.
Am 14. November 1694 übernahm Büttner die Aufgaben des Kantors an der Johanniskirche in Lüneburg. Später wirkte er als Protonotar des Rates der Stadt, ab dem 22. Juli 1709 als Erster Stadtsekretär und ab 1740 als Ratssekretär und Bibliothekar.
Büttners 1704 auf Kosten der Ritterschaft in Folio gedruckte, jedoch nicht im Buchhandel erschienene „Genealogiae oder Stamm- und Geschlechtsregister der vornehmsten lüneburgischen adlichen Patriciergeschlechter“ wurde zur wichtigen Quelle zur Genealogie alter hannoverscher und mecklenburgischer Adelsgeschlechter, beispielsweise derer v. Dassel, v. Laffert, v. Witzendorff und anderer. Daneben enthält es Texte und Bilder zur Kulturgeschichte des Köpenfahrens der Sülzjunker. Die Abbildungen wurden im 19. Jahrhundert vom Lüneburger Altertumsverein neu herausgegeben.
Im Laufe seines Lebens sammelte er ungezählte Urkunden, „auf deren zusammengehäuftem Material zum Theil jetzt noch die urkundliche Geschichte“ fußt. Nach seinem Tod kamen zwar einige Schriften Büttners „unter den Hammer“. Doch der Großteil seiner Sammlungen wurde nicht in alle Welt verstreut – wie das bei Gebhardi und Manecke der Fall war – sondern zunächst sorgfältig zusammengehalten. Ein Teil der Büttnerschen Sammlung ging 1746 nach Hannover in die dortige Königliche Bibliothek. Ein anderer Teil ging an das Stadtarchiv Hannover.
Der auf Lüneburg bezogene Sammlungsteil ging an das Stadtarchiv Lüneburg. Dort wurde die verschollene und schon im 18. Jahrhundert „viel erwartete, druckfertige urkundliche Geschichte des Bisthums Verden“ vermutet.
1706 verfasste Büttner zwei handschriftliche Briefe an Leibniz.
Begräbnisort für Johann Heinrich Büttner wurde die Lüneburger St. Nicolai-Kirche.

## Schriften
- Historia Verdensis, sigilliset diplomatis illustrata, lange verschollene Geschichte des Bistums Verden[2]
- Genealogiae oder Stamm- und Geschlecht-Register der vornehmsten Lüneburgischen Adelichen Patricien-Geschlechter, So theils annoch vorhanden, Theils vor etlichen und vielen Jahren Ausgegangen sind. Aus alten wahrhafften Documentis und Monumentis / Zusammen gesucht, In ordentliche Tabellen Verfasset, Und Dem Drucke übergeben Von Johan Henrico Büttner, Cantore zu St. Johan. in Lüneburg, gedruckt in der Kelpischen Buchdruckerey durch Georg Friedrich Schultzen, 1704; Digitalisat TU Braunschweig; Digitalisat MDZ
- Der Vornehmsten Asiatischen und Africanischen Reiche Historische und Genealogische Erläuterung, In etlichen Stamm-Tafeln Verfasset und ans Licht gegeben , 12 Blatt, 1712, Mikrofilm bei der ULB Düsseldorf; Signatur f/0258